# جوزفين سايلون ييتس
جوزفين سايلون ييتس (بالإنجليزية: Josephine Silone Yates)‏ المتدربة في الكيمياء، كانت واحدة من أوائل المعلمين السود المعينين في جامعة لينكولن في مدينة جيفرسون بولاية ميسوري، كانت أول امرأة سوداء ترأس قسم العلوم في الكلية عند ترقيتها. ومن المعتقد أنها أول امرأة سوداء تحصل على درجة كاملة في الأستذة في أي كلية أو جامعة أمريكية. كانت ييتس أيضًا ذات شأن في حركة نوادي السيدات الأفريقيات في الولايات المتحدة الأمريكية، كما كانت مراسلة لمجلة عصر المرأة (أول مجلة شهرية تنشرها نساء سوداوات في الولايات المتحدة) وكتبت أيضًا في مجلات أخرى.
لعبت ييتس دورًا أساسيًا في إنشاء نوادي وجمعيات نسائية للنساء الأميركيات من أصول أفريقية: كانت أول رئيسة لرابطة النساء في مدينة كانساس سيتي 1893 والرئيس الثاني للرابطة الوطنية للنساء الملونات1900-1904.

## بداية حياتها والتعليم
اعتمد تسجيل ميلادها في 1852 كما في 15 نوفمبر 1895. كانت الابنة الثانية لألكسندر وبارثينيا ريف سايلون ولدت في ماتيتوك، نيويورك.
خلال طفولتها عاشت أسرتها مع ليماس ريفنز وهو جدها من جهة الأم وهو عبد أطلق سراحه تعلمت القراءة من الكتاب المقدس بفضل والدتها، وبدأت المدرسة في سن السادسة وتقدمت بسرعة بدعم معلميها. كان القس جون بونيان ريف وهو عمها راعي الكنيسة المركزية في لومبارد في فيلادلفيا، في سن الحادية عشرة ذهبت ييتس للعيش معه حتى تتمكن من حضور معهد الشباب الملون وهناك تم توجيهها من قبل مديرها فاني جاكسون كوبين. في السنة التالية انتقل ريف إلى جامعة هوارد وذهبت ييتس للعيش مع خالتها فرانسيس إ. جيرارد في نيوبورت رود آيلاند.
هناك التحقت بمدرسة القواعد ثم مدرسة روجرز الثانوية وكانت الطالبة السوداء الوحيدة في كلتا المدرستين لكنها حظيت باحترام ودعم من معلميها.
اعتبرها أستاذ العلوم ألمع تلميذ ومكّنها من القيام بعمل إضافي في مختبر الكيمياء. تخرجت بتفوق في مدرسة روجرز الثانوية عام 1877 وحصلت على ميدالية للمنحة الدراسية.
وكانت أول طالب أسود يتخرج من مدرسة روجرز الثانوية. قررت ييتس الالتحاق بمدرسة ولاية رود آيلاند العادية في بروفيدنس لتصبح مدرسة بدلاً من متابعة المهنة الجامعية، تخرجت في عام 1879، مع مرتبة الشرف والطالبة السوداء الوحيدة في فصلها. كانت أول أميركية من أصل إفريقي معتمدة للتدريس في مدارس رود آيلاند. حصلت بعد ذلك على درجة الماجستير من جامعة إلينوي الوطنية.

## التدريس

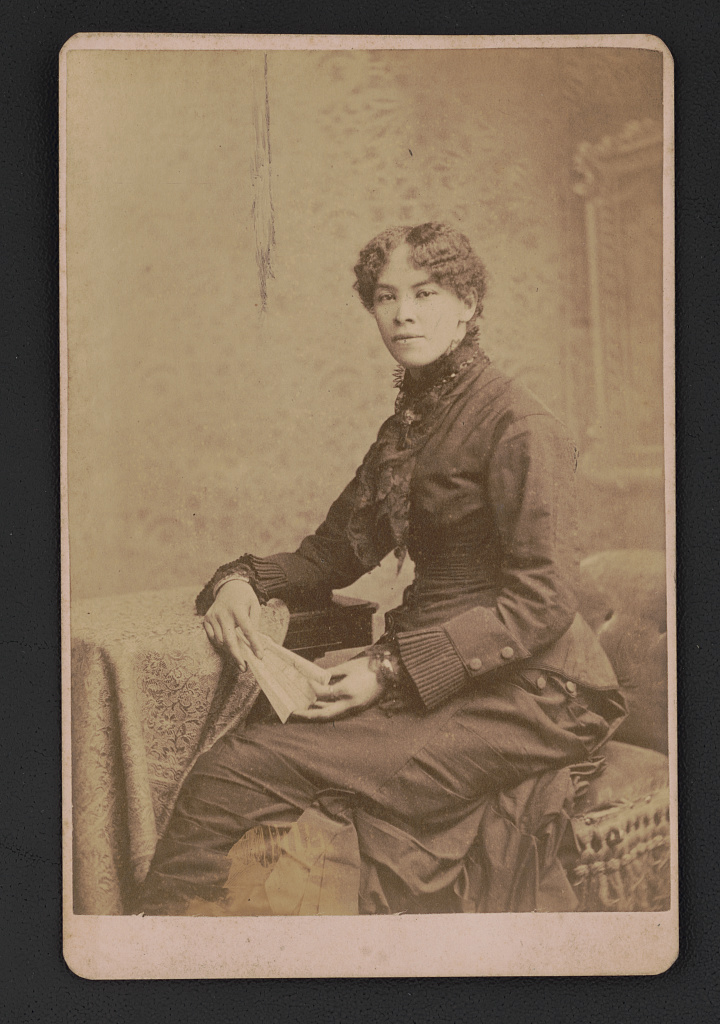
جوزفين سايلون ييتس جالسة أمام خلفية الاستوديو، 1885

كانت ييتس واحدة من أوائل المعلمين السود المعينين في جامعة لينكولن في مدينة جيفرسون بولاية ميسوري واعتبر الرئيس إنمان إدوارد بيج أنه من الضروري استبدال أعضاء هيئة التدريس البيض سابقًا بمعلمين سود ليكونوا قدوة لطلاب المدرسة الأميركيين من أصول إفريقية، عاش المعلمون في الحرم الجامعي مع الطلاب في المهاجع وكانت جوزفين قد تعلمت الكيمياء والخطاب والأدب الإنجليزي. أصبحت أول امرأة سوداء ترأس قسمًا للعلوم في الكلية وذلك بعد ترقيتها لرئاسة قسم العلوم الطبيعية، وأول امرأة سوداء تحصل على درجة أستاذ كاملة في كلية أو جامعة أمريكية. كانت جوزفين واضحة حول هدفها في التدريس، في مقال 1904 كتبت: « إن الهدف من كل التعليم الحقيقي هو إعطاء الجسد والروح كل الجمال والقوة والكمال الذي يكونون قادرين عليه لتناسب الفرد مع الحياة الكاملة ».

## الزواج والأسرة
في عام 1889 تزوجت جوزفين سايلون من ويليام وارد ييتس. منعت العديد من المدارس النساء المتزوجات من التدريس، تخلت جوزفين سايلون عن منصب التدريس في لينكولن بعد زواجها وانتقلت إلى كانساس سيتي ميزوري حيث كان زوجها مدير مدرسة فيليبس. ولدت ابنتها جوزفين سايلون ييتس جونيور في عام 1890و ولد ابنها وليام بلايدن ييتس في عام 1895.

## حركة النادي النسائي
أصبحت جوزفين سيلوني ييتس نشطة في حركة الأندية الأمريكية من أصول أفريقية في مدينة كانساس سيتي وكانت مراسلة لمجلة عصر المرأة (أول مجلة شهرية تنشرها نساء سوداوات في الولايات المتحدة) وكتبت أيضًا عن العامل الجنوبي وصوت الزنجي إنديانابوليس فريمان وابن كانساس سيتي رايزنج وذلك تحت الاسم المستعار RK Porter كان رفع المستوى العنصري أحد الموضوعات العديدة التي تحدث عنها سايلون ييتس وكتبت عنها وتم تحديدها كمثال نموذجي لسباقها وأدرجت كواحدة من 100 من (أعظم الزنوج في أمريكا) في الأدب الزنجي في القرن العشرين وحلقة من فكر حول الموضوعات الحيوية المتعلقة بالزنوج الأمريكيين في عام 1902.
تناولت مقالتها السؤال (هل حقق الزنجي الأمريكي في القرن التاسع عشر إنجازات على غرار الثروة والأخلاق والتعليم وما إلى ذلك بما يتناسب مع فرصه؟ إذا كان الأمر كذلك فما هي الإنجازات التي حققها؟) كما نشرت الشعر بما في ذلك (جزر السلام وزفير ورويال تو داي).
ساعدت جوزفين سايلون ييتس في تأسيس رابطة النساء في مدينة كانساس سيتي وهي منظمة للمساعدة الذاتية والرفاهية الاجتماعية للنساء الأميركيات من أصول أفريقية، وأصبحت أول رئيسة لها في عام 1893، في عام 1896 انضمت الرابطة النسائية إلى الرابطة الوطنية للنساء الملونات (NACW) وهي اتحاد لنوادي مماثلة من جميع أنحاء البلاد. عملت سايلون ييتس مع NACW لمدة أربع سنوات كأمين للصندوق أو نائب الرئيس (1897 إلى 1901) ولمدة أربع سنوات كرئيس (1901 إلى 1904).
يمكن العثور على شهادة لإنجازات ييتس وإشادة في خطاب قدمته آنا جوليا كوبر في عام 1893 في المؤتمر العالمي لممثلي النساء في شيكاغو:

## حياتها لاحقًا
في عام 1902 تم استدعاؤها من قبل رئيس معهد لينكولن لتكون رئيسة قسم اللغة الإنجليزية والتاريخ. وفي عام 1908 طلبت الاستقالة بسبب المرض لكن مجلس الحكام لم يقبل وبقيت مستشارة للنساء في لينكولن. توفي زوجها في عام 1910
```
وبعدها اختارت جوزفين سايلون ييتس العودة إلى كانساس سيتي حيث توفيت في 3 سبتمبر 1912 بعد مرض قصير.
[
12
]
```